# Sóstenes Rocha
Sóstenes Rocha (Mineral del Marfil, Guanajuato; 6 de julio de 1831-Ciudad de México, 31 de marzo de 1897) fue un militar, político y escritor mexicano. Dos de los más importantes historiadores del liberalismo mexicano lo mencionan en sus obras, Daniel Cosío Villegas no duda en calificarlo como el militar más conspicuo del ejército liberal, mientras que Luis González y González, lo incluye en el grupo de los treinta hombres que decidieron el destino del país entre 1857 y 1876, y se refiere a él como el más profesional dentro del grupo militar.

## Biografía

### Estudios e infancia
Sóstenes Rocha Fernández, nace el 6 de julio de 1831, en el Mineral de Marfil, Guanajuato; hijo del coronel Francisco Rocha y Dolores Fernández, oriundos de Celaya, ciudad donde transcurre su infancia, y realiza estudios de primeras letras, al término de las cuales ingresa al Colegio del Estado. En 1851, teniendo 20 años de edad, es enviado al Colegio Militar de Chapultepec.

### Carrera militar

#### Primeros años
Hacia 1854, aun siendo cadete de esa misma institución, y después como teniente, combate inicialmente a los combatientes que sostenían el Plan de Ayutla, incluso en algún momento se menciona que apoya a su compañero y condiscípulo Miguel Miramón, cuando este emprende acciones armadas. Al inicio de la Guerra de Reforma combatió en las filas de los conservadores, en las batallas de Guanajuato, en la Batalla de Tacubaya, y en el Sitio de Veracruz.
En 1860, cambia de bando y es cuando ya definitivamente se adhiere a las filas liberales, y tiene alguna breve participación en episodios a las órdenes de Santos Degollado, y Aureliano Rivera.

#### Segundo Imperio y Segunda Intervención Francesa

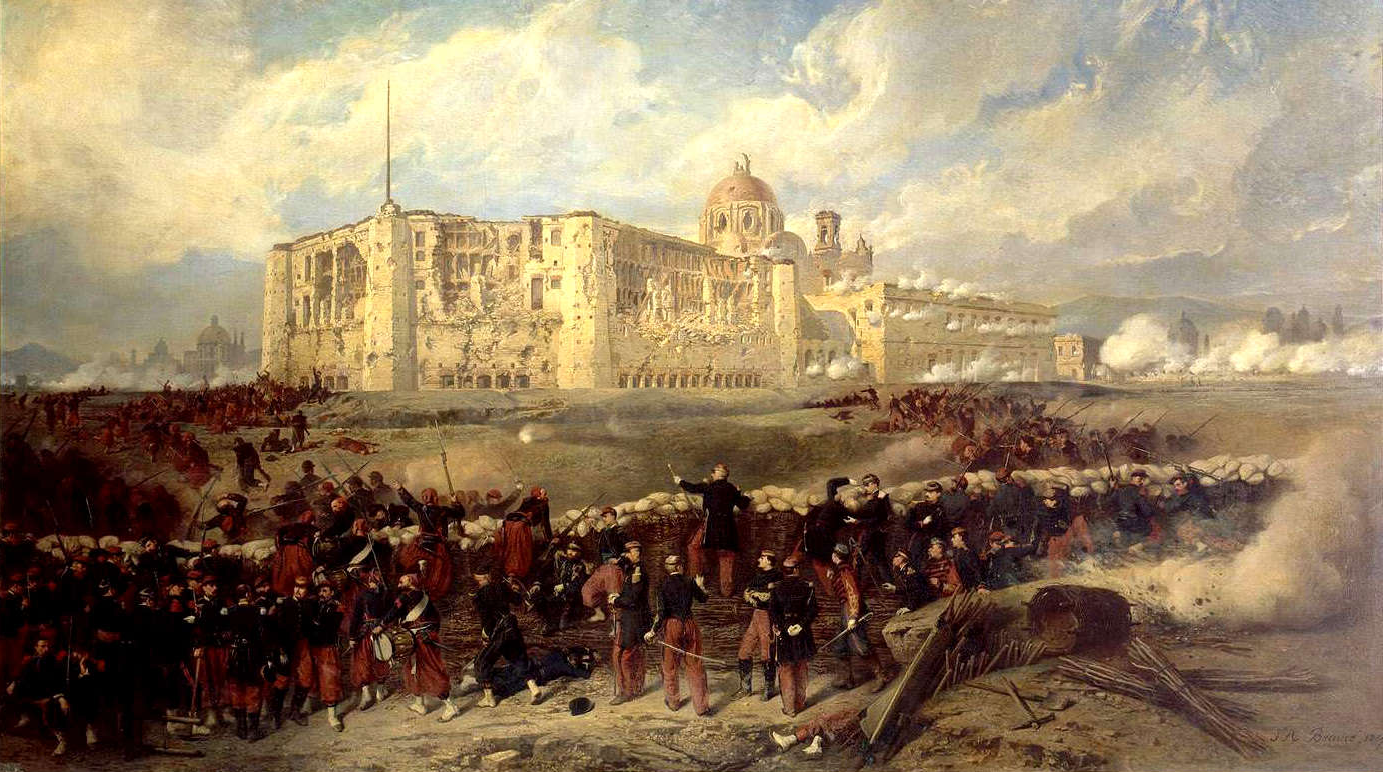
Sitio de Puebla.

Entre 1862 y 1863, en medio de la Segunda Intervención Francesa en México, Rocha es incorporado al ejército bajo las órdenes de Ignacio Comonfort. Participa en el sitio de Puebla, combatiendo con el Batallón de Zapadores; tras la desastrosa Batalla de San Lorenzo, cae prisionero, pero logra fugarse en el trayecto a Veracruz a la altura de Orizaba, y se dirige de inmediato a San Luis Potosí donde se reúne con el presidente Benito Juárez y el contingente que lo acompañaba. Juárez en recompensa a su valor en el sitio, lo asciende a coronel.
Durante el Segundo Imperio Mexicano y por recomendación del presidente Juárez, Rocha es incorporado al Ejército del Norte, y puesto a las órdenes del general Mariano Escobedo. Durante los años de la intervención toma parte decisiva en la resistencia activa de los estados del norte. En 1866 ocupa Monterrey y triunfa en la importante Batalla de Santa Gertrudis en Tamaulipas, un punto estratégico que posibilitó la toma de Matamoros, plaza de suma importancia para los liberales republicanos, puesto que a través de ella se tenía acceso a la compra de materiales bélicos en Estados Unidos.

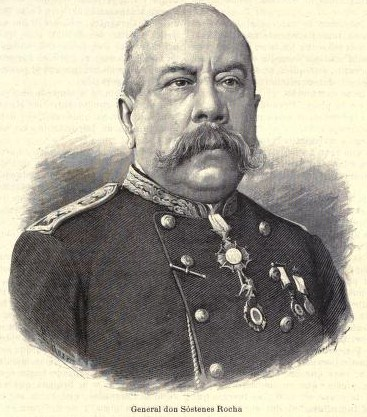
Retrato fechado en 1880, mientras era director del Heroico Colegio Militar.

Así, con la batalla de Santa Gertrudis, se consolida la dominación republicana en el norte y se posibilita el avance hacia el centro. Al rendir su parte de batalla de Santa Gertrudis al presidente Juárez, el joven coronel Rocha, deja entrever en sus misivas algunos rasgos de la personalidad agresiva y combativa que lo caracterizarían el resto de su carrera. Se lamenta de que los oficiales republicanos estén mostrando cierta magnanimidad con el enemigo pues considera que únicamente "haciendo a un lado nuestros impulsos de piedad, vengaremos a nuestros hermanos inmolados en aras de la patria".

#### Años posteriores
En junio de 1871 ascendió a general de división. Ese mismo año combatió en contra de la Revolución de La Noria, logrando vencer al general Porfirio Díaz. Defendió al gobierno del presidente Benito Juárez al sofocar los disturbios en la capital cuando los militares rebeldes Miguel Negrete y Aureliano Rivera atrincheraron sus tropas en el edificio de La Ciudadela. Después junto a algunos generales como Ignacio Alatorre, Ignacio Mejía y Mariano Escobedo enfrentó a los últimos reductos porfiristas en Oaxaca, donde Félix Díaz Mori, hermano del jefe rebelde, fue brutalmente ejecutado. Santacilla Obregón, yerno del presidente Juárez lo elogió por su lealtad hacia el Benemérito y tras el triunfo sobre los escasos reductos rebeldes, las tropas bajo su mando entraron triunfantes a la capital.
En 1876, viajó a Europa para realizar estudios militares. Mientras se encontraba fuera del país fue sorprendido por el triunfo de Porfirio Díaz sobre el gobierno de Sebastián Lerdo de Tejada en la Batalla de Tecoac mediante el Plan de Tuxtepec.
Al regresar a México fue nombrado por el mismo Porfirio Díaz, su antiguo enemigo, director del Colegio Militar, cargo que desempeñó hasta 1886.

### Muerte
Sóstenes Rocha murió en la Ciudad de México el 31 de marzo de 1897, fue sepultado en la Rotonda de las Personas Ilustres. Su defensa al gobierno de Juárez durante la rebelión de Porfirio Díaz fue recordada por Francisco I. Madero durante la Decena Trágica y Venustiano Carranza durante el Plan de Agua Prieta, durante los cuales ambos fueron derrocados por un militar que les había declarado su fidelidad; Francisco L. Urquizo se mantuvo leal en ambos casos.

## Obras
Sóstenes Rocha escribió como articulista en el periódico El Combate y fue elegido vicepresidente de la Prensa Asociada de México. Fue autor del prólogo al Código nacional mexicano del duelo, de Antonio Tovar. Escribió también:
- Ayuda de memoria del oficial mexicano en campaña
- La ciencia de la guerra
- Enquiridión para cabos y sargentos